# Symploce armigera
Symploce armigera är en kackerlacksart som beskrevs av Karlis Princis 1962. Symploce armigera ingår i släktet Symploce och familjen småkackerlackor.
Artens utbredningsområde är Kamerun. Inga underarter finns listade i Catalogue of Life.